# エアーカーボンアーク切断
エアーカーボンアーク切断（エアーカーボンアークせつだん）は、メタルアークガウジングとも呼ばれ（以前はエアーアーク切断と呼ばれていた）、カーボンアークの熱によって金属を溶かし切断するアーク切断方法である。
この方法は、さまざまな材料の切断に使用できるが、アルミニウム、銅、鉄、マグネシウム、炭素およびステンレス鋼の切断とガウジングに最もよく使用される。
金属は、エアージェットによって吹き飛ばされるため、酸化作用ではない。
エアーカーボンアーク切断は、開放され拘束していないアークを使用し、アークとエアージェットは別々に作用するため、プラズマ切断とは異なる。
エアジェットの空気圧は、通常60〜100 psi(4〜7 bar)の範囲で使用される。
カーボン電極は、熱の蓄積による酸化によって消耗するが、電極を銅でコーティングすることで減らすことができる。
尖ったカーボン電極を金属に近づけると、アークが発生し金属が溶ける。
エアージェットは、溶けた材料を吹き飛ばすために使われる。
溶けた材料は、かなりの距離を吹き飛ばされるため、危険である。
この方法は、非常にうるさい。
金属の除去は高速で、適切に行うと滑らかな半円筒形の空洞が形成される。